# Жозеф-Дені Одеваре
Жозеф-Дені Одеваре (нід. Joseph-Denis Odevaere, 2 грудня 1775, Брюгге — 26 лютого 1830, Брюссель) — нідерландський художник, представник неокласицизму. Придворний художник короля Нідерландів Віллема I.

## Біографія
В Академії мистецтв Брюгге був учнем Франсуа Вінкельмана та Франсуа ван дер Донкта. В 1796 році отримав премію академії і вирушив на навчання до Парижа. Там навчався у Жозефа-Бенуа Сюве та Жака-Луї Давида. 1804 року здобув Римську премію за картину «Смерть Фокіона». У 1805—1812 роках жив і працював у Римі. Викладав в Академії Святого Луки.
1813 року отримав золоту медаль від Наполеона. В 1815 році став придворним художником короля Нідерландів Віллема I і повернувся в Брюгге. У 1816 році Одеваре був відзначений золотою медаллю від міста Брюгге за сприяння поверненню предметів мистецтва до Нідерландів, вивезених армією Наполеона.
У період з 1825 до 1829 року Одевар пише кілька робіт, присвячених Грецькій революції, підписуючись як «Жозеф Діонісій Одеваре». Також пише кілька трактатів із мистецтвознавства. Став членом-кореспондентом Нідерландської королівської академії та почесним членом Академії Святого Луки.
26 лютого 1830 року помер у Брюсселі.